# Palais Rasumofsky
Le palais Rasumofsky (en russe : Разумовски-пале) est un palais de Vienne, en Autriche.

## Historique
Le palais a été commandé par le prince russe Andreï Kyrillovich Razumovsky comme une ambassade de style néoclassique, digne d'un représentant du tsar Alexandre Ier. Il a été construit aux frais du prince, et sur les dessins de Louis Montoyer, dans la Landstraße, à proximité du centre-ville de Vienne. Le prince l'a rempli d'antiquités et d'œuvres d'art modernes. À la veille du Nouvel An 1814, le prince a tenu un bal brillant en présence du tsar Alexandre Ier comme invité d'honneur. Probablement la seule personne à Vienne qui était invitée mais ne s'y est pas rendu, était Ludwig van Beethoven. De 1852 jusqu'en 2005, le bâtiment a accueilli le Bureau géologique fédéral. En 1862, la rue sur laquelle le palais est situé a été nommée Rasumofskygasse.

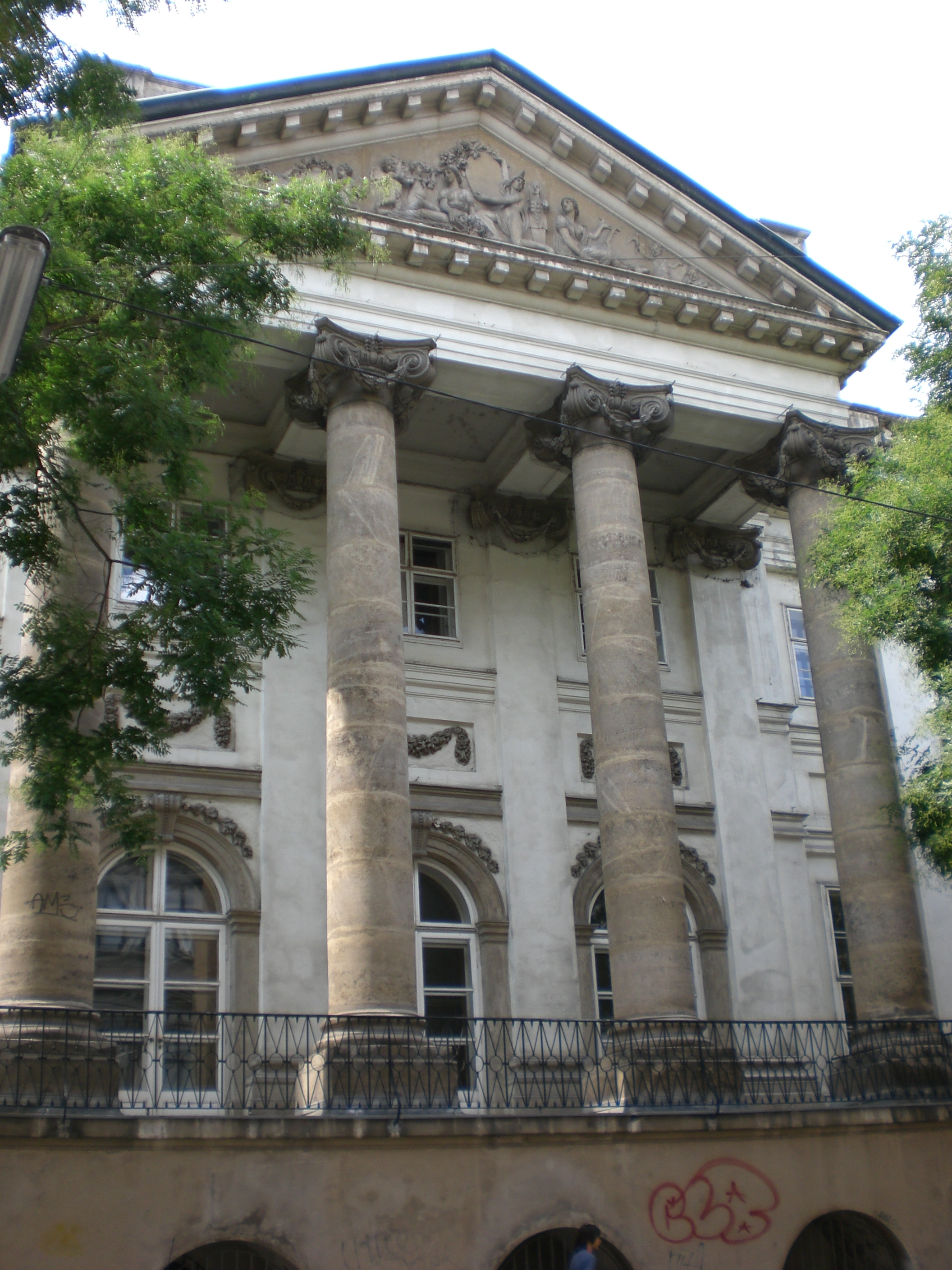
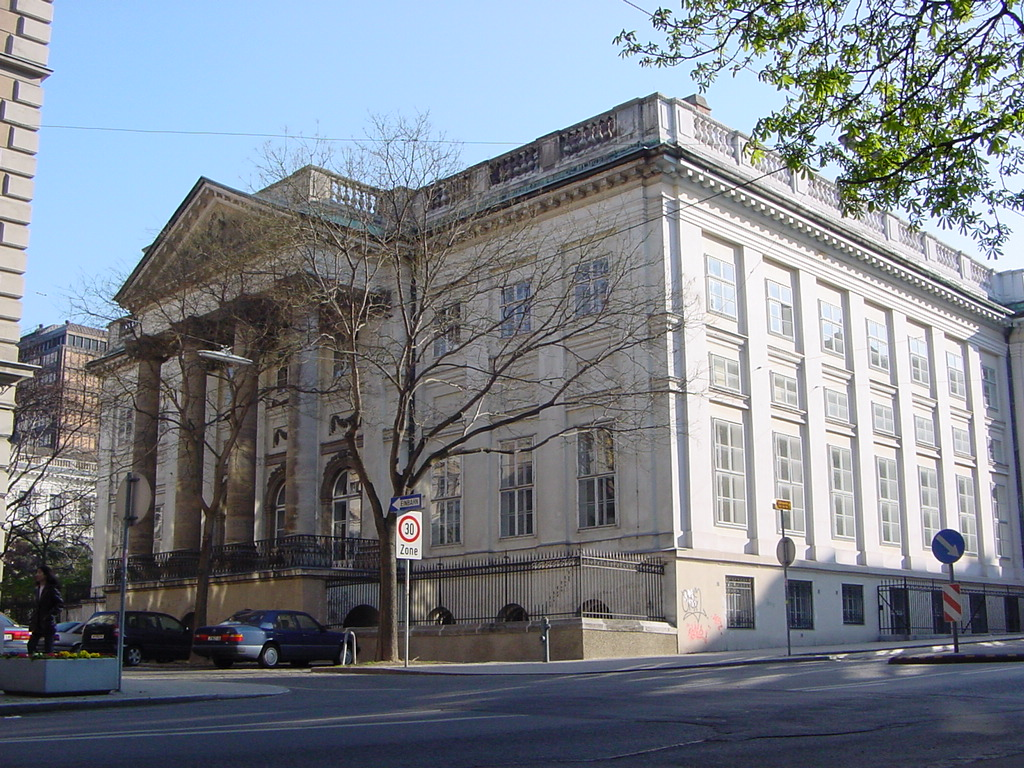
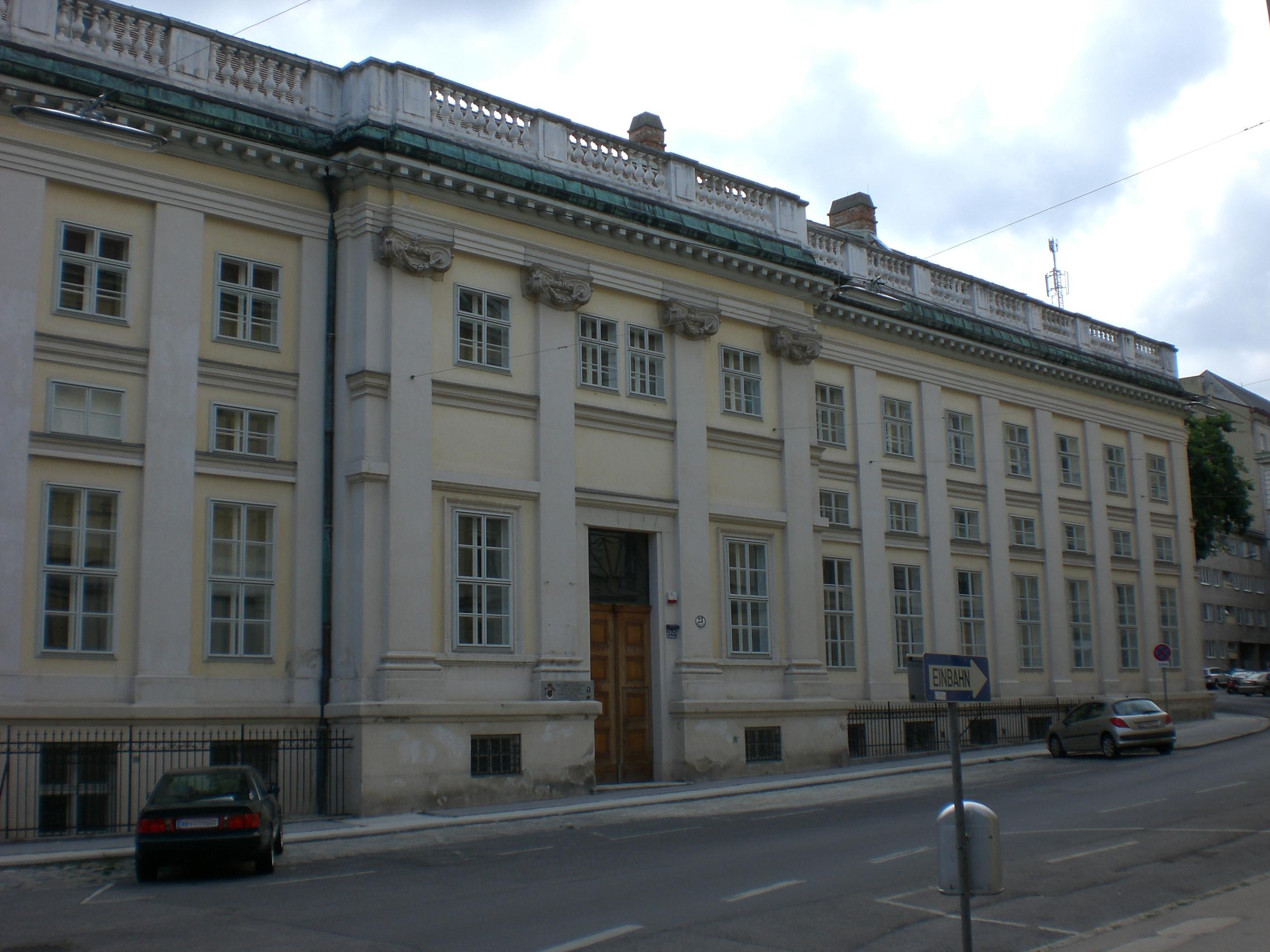
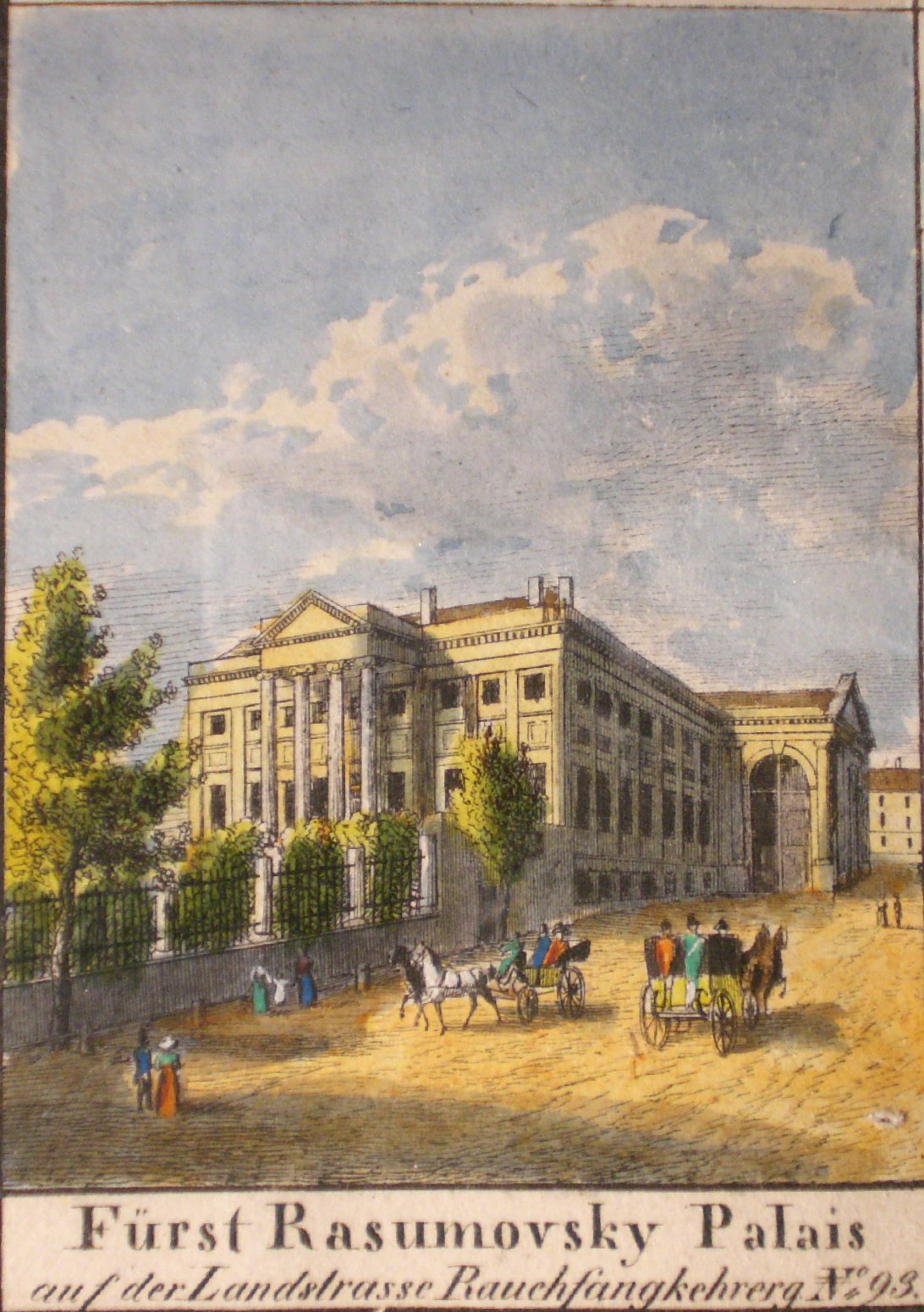
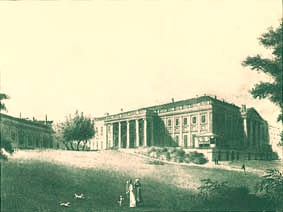
Le Palais Rasumofsky à Vienne sur une gravure de Eduard Gurk